# Ivö

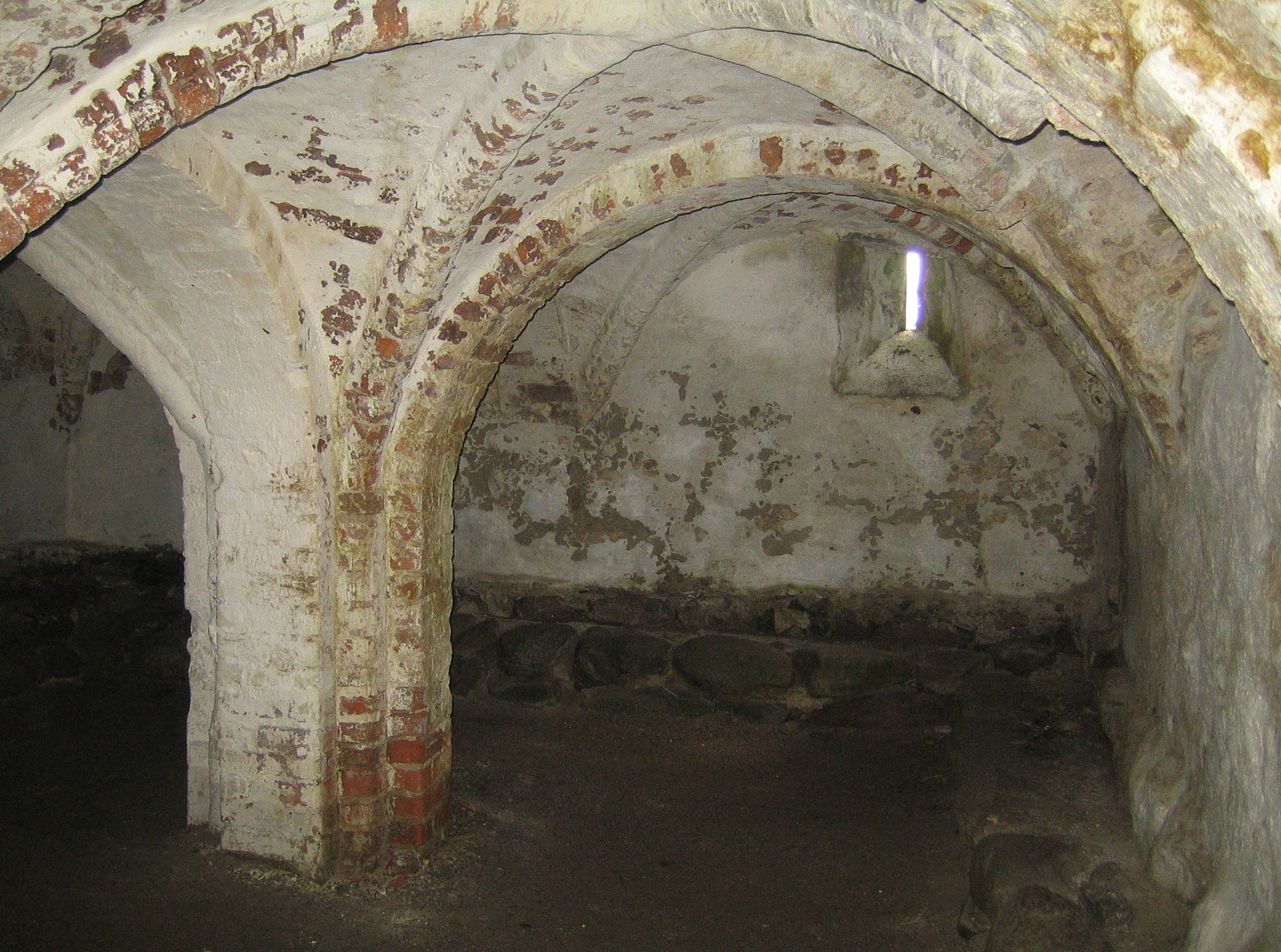
Biskopskällaren.

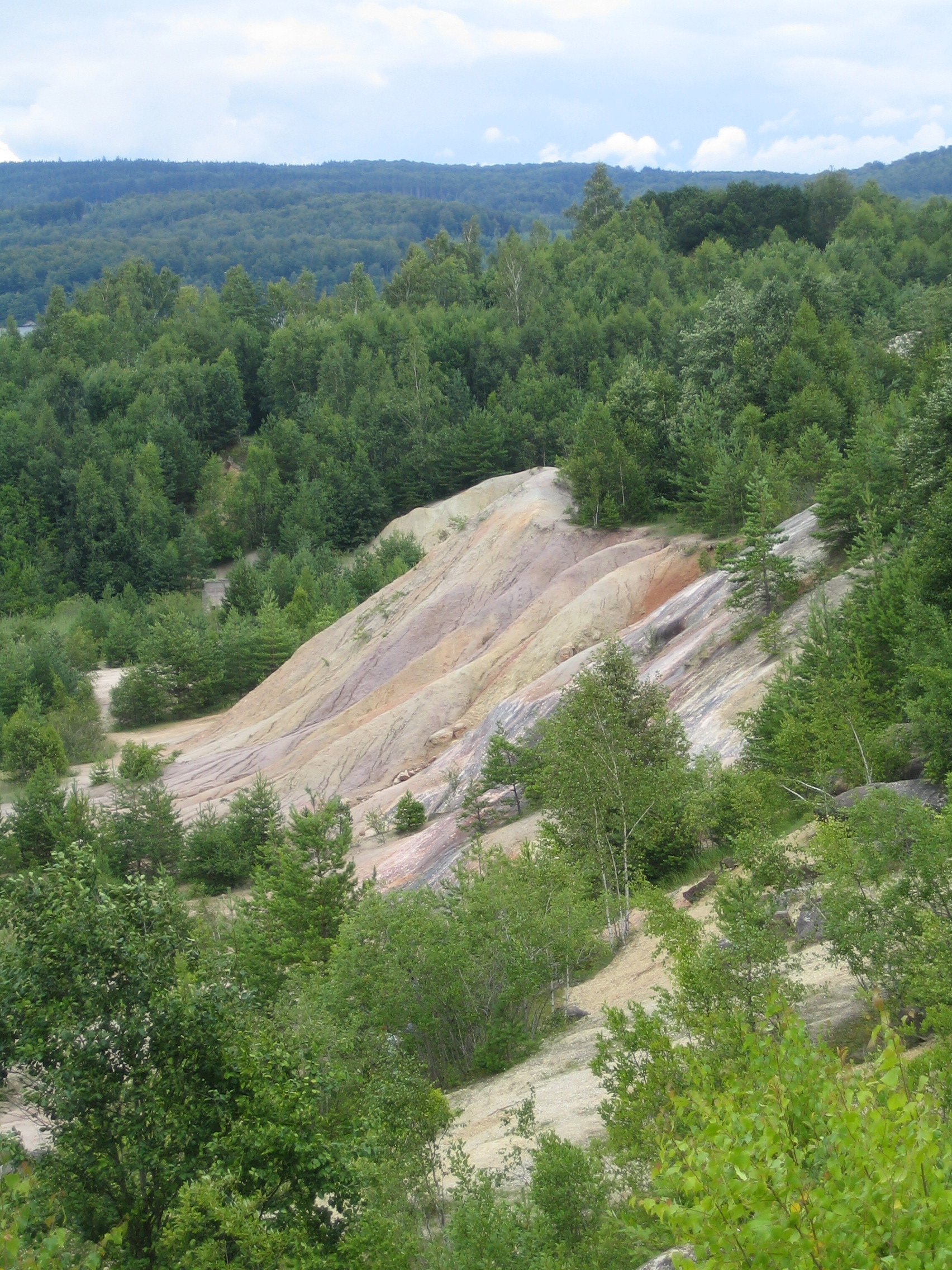
Kaolinbrottet vid klacken på Ivö.

Ivö, även Ivön, är en ö i Ivösjön i nordöstra Skåne i Kristianstads kommun. Landarealen är 12,89 kvadratkilometer och därmed Skånes näst största ö efter Falsterboön. På ön ligger småorten Ivö.
En gammal stavning är Ifiö (i avskrift från 1300). Namnet har tolkats som ön i Iwi, som sannolikt var sjöns ursprungliga namn. Namnet på sjön skulle, enligt tolkningen, ha med idegran att göra. Geologiskt består Ivö av kalkberggrund, i söder överlagrad av morän och havssand. I norr reser sig ett restberg av urberg, Ivö klack, som också är ett naturreservat. Det var södra delen av ön som var bebodd i förhistorisk tid. Ivö är en känd fossil lokal där det gjorts många fynd av havslevande dinosaurier.

## Sevärdheter
Sevärdheter är bland annat Ugnsmunnarna, grottor i strandbrinken på västra sidan av ön. Grottorna är bildade av Baltiska issjön och de är ytterst fossilrika. Man kan bland annat hitta hajtänder, belemniter (vätteljus i folktron) och Brattingsborgspenningar.
Biskopskällaren är lämningar av källaren efter Ivöhus där ärkebiskopen Anders Sunesen tillbringade sina sista år 1224–1228. Källaren är oförstörd, har tjocka väggar och små fönster. Taket som har kommit till för att skydda källaren är från senare tid. Det finns en parkering i närheten.

## Historia
För sextio miljoner år sedan var Ivö en holme i havet, och kritperiodens hav var ett varmt hav med mycket rikt djurliv. Hajar fanns där, och svanhalsödlor och mosasaurier. "Fossila fynd vid Ugnsmunnarna: Idag är området runt Ivön faktiskt ett av de fossilrikaste platserna i världen. Vid Ugnsmunnarna finns riklig förekomst av olika fossil från kritaperioden, bland annat av belemniter (bläckfiskar) och fossiliserade ostronskal. Men även fynd av fossila hajtänder, sköldpaddor och jätteödlor har gjorts. Fynd från 24 olika hajar har gjorts vid Ugnsmunnarna. Vid de djupavsatta sedimenten i Ugnsmunnarna har även bland annat fynd av "Platecarpus cf. somenensis" gjorts. Dessa tillhör familjen mosasaurier och blev upp emot 6-7 m långa, livnärde sig troligtvis framförallt av belemniter och fisk. Tänder som har hittats är upp till ca 35 mm".
Bofast befolkning har funnits på ön i mer än 6 000 år, alltså minst hela neolitikum. Den förhistoriska bosättningen låg i södra delen av ön, på den sandiga jorden runt Kyrkviken. Det finns några boplatser och en hällkista som är utgrävd och nu tyvärr raserad. Från bronsåldern finns flera registrerade gravhögar och man har funnit urngravar på flera ställen. På 1200-talet träder ön in i historien med ärkebiskopen, krigaren och statsmannen Anders Sunesen som efter sin ”pensionering” flyttade in på borgen Ivöhus. Han dog på Ivö 1228 men begravdes i Lunds domkyrka. Ungefär vid denna tid byggdes Ivö kyrka. I en arkeologisk rapport från 2015 berättas: "Kyrkan är belägen vid stranden av Kyrkviken. Det finns olika teorier om varför den byggdes där och inte på höjden mitt i byn. En är att platsen bredvid S:ta Ursulas källa ansågs helig. En annan teori är att Anders Sunesen byggde kyrkan på ett ställe där han lätt kunde ta sig med båt från sin bostad Ivöhus mitt över viken (Svenska kyrkans hemsida). Kyrkan är en av de första tegelkyrkorna, där materialet togs från Klacken. Det finns fortfarande rester kvar från tegeltillverkningen och backen kallas "Tejlavången". De tre tinnarna i den östra gaveln har kvar sitt ursprungstegel. Den västra gaveln revs för att göra plats till tornet i slutet på 1700-talet. Yttertakets tegelpannor låg kvar till långt in på 1800-talet och 1890 togs de bort och taket täcktes av tjärpapp. 1922 lades cementtegel ovanpå pappen. Teglet som idag finns lades dit 1958 och tillverkades i Veberöd (ibid)". I samma rapport beskrivs fornlämningarna runt kyrkan "I närheten av kyrkan och kyrkogården finns ett antal gravar i form av flatmarksgravar, hällkistor och stensättningar registrerade (Ivö 49:1, 3:1, 4:1 och 32:1). Vidare finns en pest- och kolerakyrkogård (Ivö 14:1), samt en högliknande lämning (Ivö 30:1)" Ivö kom under medeltiden att lyda under Bäckaskogs slott. Frigörelsen från Bäckaskog blev lite besvärlig och drevs bland annat i rättsprocesser. Åren 1710–1711 rasade pesten på ön och bortryckte nästan hela öns befolkning. Ön återbefolkades dock snabbt igen.
I samband med den första geologiska karteringen av Sverige hittade De Geer kaolinfyndigheterna på norra Ivö vid Klacken. Detta geologiska fynd blev orsaken till att Ivöverkens keramiska industri växte upp i Bromölla och det anlades ett stort kalk och kaolinbrott vid Klacken. Ivöns kaolin- och kalkstensbrott Blaksudden är välkänt inte bara bland geologer, utan har genom sitt vackra läge vid foten av Ivö klack rönt intresse bland allmänheten. Sevärt är kaolinbrottet, där brytning av kaolin pågick till och med slutet av 1950-talet. Kaolinet transporterades med pråmar till Iföverken i Bromölla. Även de fina bokskogarna runt Ivö klack, som är en fossilrik bergshöjd som når 134 meter över havet på öns norra del, bör nämnas. Bokskogen är naturskyddad och det är numera kaolinbrottet också. Kaolinet upptäcktes redan på 1880-talet, och 1887 började man exploatera. Slamverket fanns vid denna tid i Bromölla. År 1911 då antalet anställda var som högst, var arbetsstyrkan 160 man enbart för kaolin- och kalkbrytning medan 350 man var sysselsatta i chamotte- och cementfabrikationen i Bromölla. På 1950-talet upphörde all brytning på Ivön. Dessa fakta förklarar befolkningssiffrorna som inte typiska för svensk landsbygd. Kaolinbrottet upphävde effekten av utvandringen och de 160 arbetstillfällena ökade ön befolkning.
En del folksägner från dansk medeltid, främst kring ärkebiskop Anders Sunesen, är knutna till ön.
Ön bildade Ivö socken. Enligt boken Sveriges Öar hade ön 2012 192 invånare. 1876 var befolkningen 476 personer. Det var den största befolkningen, men 1918 var befolkningen 426 personer.

## Dagens Ivö
Det finns två campingplatser på ön. Den ena heter Ivö camping och ligger vid färjeläget. Här ligger också öns badplats. Den andra campingen är Söndremark, som drivs av husvagnsföreningen Caravan Club. Den är inte öppen för allmänheten. På Ivö finns pepparkaksbageriet "Ivö bagaren". Tidigare var lantbruket dominerande näring men idag finns bara ett fåtal aktiva lantbruk. Campingen säljer lite varor på sommaren annars är affären på Ivö nedlagd sedan 1990-talet. Kyrkan hade tidigare en stor anläggning kallad "Ivögården" där man bland annat bedrev lägerverksamhet för konfirmander. Nu har man sålt anläggningen och det är en privat restaurang och konferensanläggning. Annars pendlar befolkningen till arbeten på andra orter. Det har byggts en del nya hus på Ivö men många är bara fritidshus. Befolkningen har dock varit relativt stabil senare år. Under flyktingkrisen 2016 fanns planer på ett stort flyktingboende på Ivö Camping för 2000 personer. Planerna realiserades dock inte. Gynnsamt klimat gör att det odlas frukt på och kring ön. Valnötsträd och annat som är ovanligt i Sverige trivs här.
Ön kan nås via Ivöleden, Trafikverkets linfärja från Barum. Under dagtid avgår färjan från ön var 20:e minut och från fastlandet 5-6 minuter senare. Färjan är en vägfärja och kostnadsfri. En av färjorna är Linfärjan Karna, uppkallad efter en kvinna som under 1900-talets början rodde folk till ön.